# Воррен (округ Вошара, Вісконсин)
Воррен (англ. Warren) — місто (англ. town) в США, в окрузі Вошара штату Вісконсин. Населення — 656 осіб (2020).

## Демографія
Згідно з переписом 2010 року, у місті мешкало 668 осіб у 268 домогосподарствах у складі 195 родин. Було 357 помешкань
Расовий склад населення:
| - 97,6 % — білих - 0,3 % — чорних або афроамериканців - 0,1 % — азіатів - 1,0 % — осіб інших рас |

До двох чи більше рас належало 0,9 %. Частка іспаномовних становила 2,1 % від усіх жителів.
За віковим діапазоном населення розподілялося таким чином: 21,3 % — особи молодші 18 років, 61,8 % — особи у віці 18—64 років, 16,9 % — особи у віці 65 років та старші. Медіана віку мешканця становила 45,8 року. На 100 осіб жіночої статі у місті припадало 109,4 чоловіків;  на 100 жінок у віці від 18 років та старших — 113,0 чоловіків також старших 18 років.
Середній дохід на одне домашнє господарство  становив 59 297 доларів США (медіана — 53 750), а середній дохід на одну сім'ю — 68 764 долари (медіана — 59 545). Медіана доходів становила 51 389 доларів для чоловіків та 32 273 долари для жінок. За межею бідності перебувало 10,9 % осіб, у тому числі 0,0 % дітей у віці до 18 років та 9,2 % осіб у віці 65 років та старших.
Цивільне працевлаштоване населення становило 337 осіб. Основні галузі зайнятості: виробництво — 34,7 %, роздрібна торгівля — 8,6 %, будівництво — 8,6 %.